# Popova skála
Popova skála (německy Pfaffenstein) je pískovcový tor nacházející se na vrcholu stejnojmenné hory (568 m n. m.). Nachází se v severovýchodním výběžku Chráněné krajinné oblasti Lužické hory, vzdušnou čarou asi 700 metrů na východ od státní hranice se Spolkovou republikou Německo. Náleží do katastrálního území Dolní Sedlo, místní části města Hrádek nad Nisou v okrese Liberec.

## Popis a zajímavosti
Její skalnatý vrcholek, zdálky připomínající hradní zříceninu, je dostupný (schody, zábradlí) a umožňuje výborný rozhled. Pod vrcholem jsou skalní mísy a prohlubně, nakupené jeskyňky a skalní brána.
Vrcholek byl zpřístupněný roku 1907, tehdy zde bylo postaveno kovové schodiště. V roce 1934 byla vrcholová část zčásti vyzděna, aby bylo zabráněno sesunu.

## Přístup
Podél severního úpatí Popovy skály vede Mezinárodní naučná stezka Lužické a Žitavské hory, ze které v sedle se Sedleckým Špičákem odbočuje modře značená cesta směrem na vrchol. Popova skála je vzdálena asi 4,5 km od někdejšího hraničního přechodu Petrovice/Lückendorf na západě a 4 km od města Hrádek nad Nisou na severovýchodě. Do Hrádku n. N. je dobré vnitrostátní i mezinárodní železniční spojení. Nejbližší autobusová zastávka se nachází v Dolním Sedle, asi 2 km od Popovy skály.

## Galerie

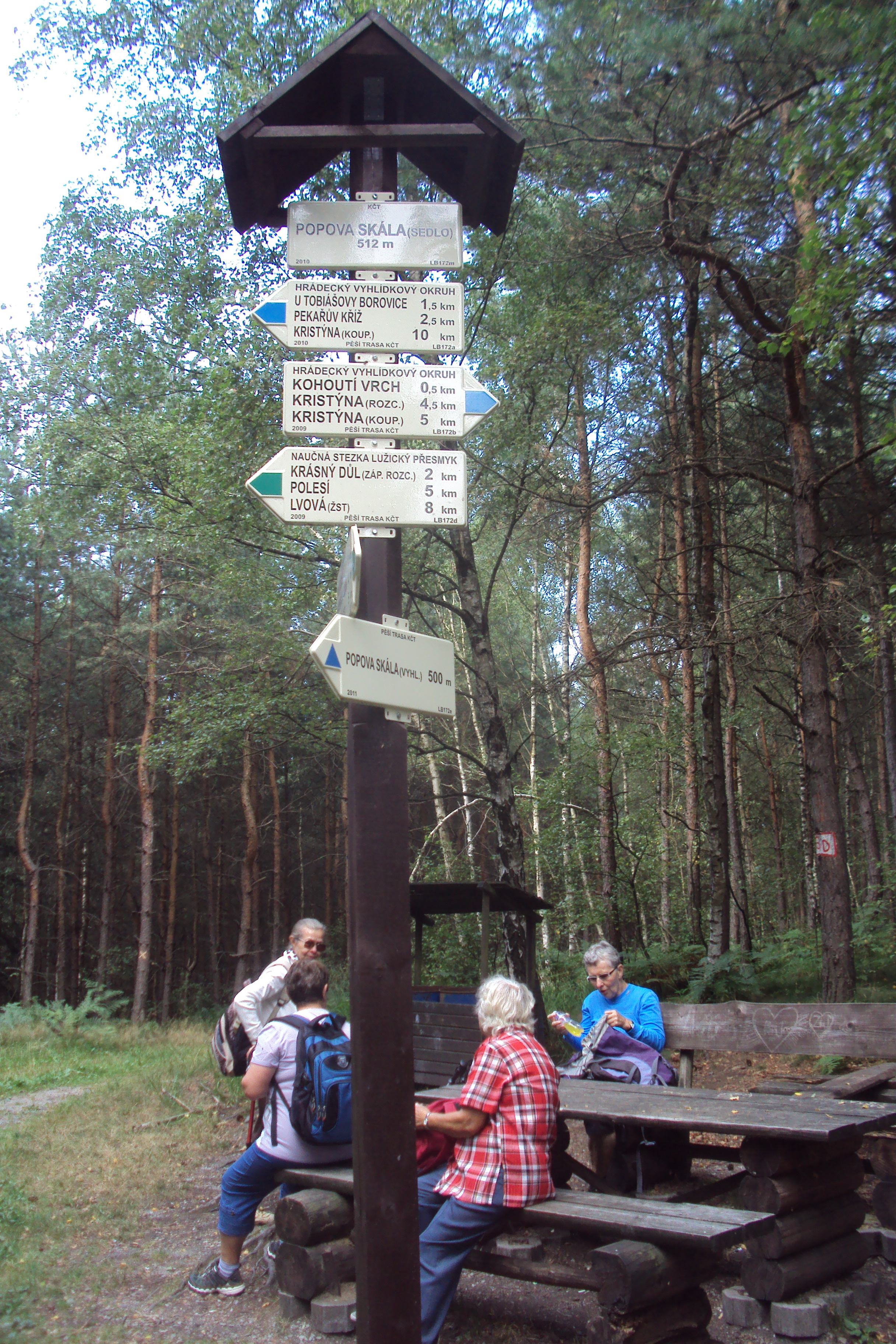
Turistické rozcestí u Popovy skály
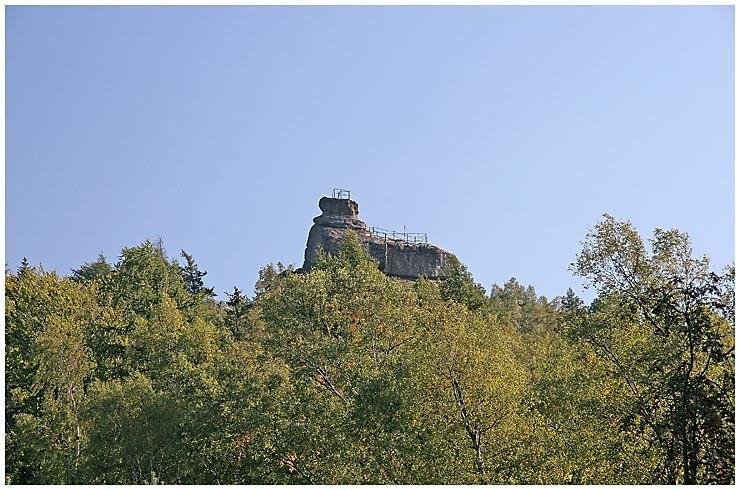
Celkový pohled
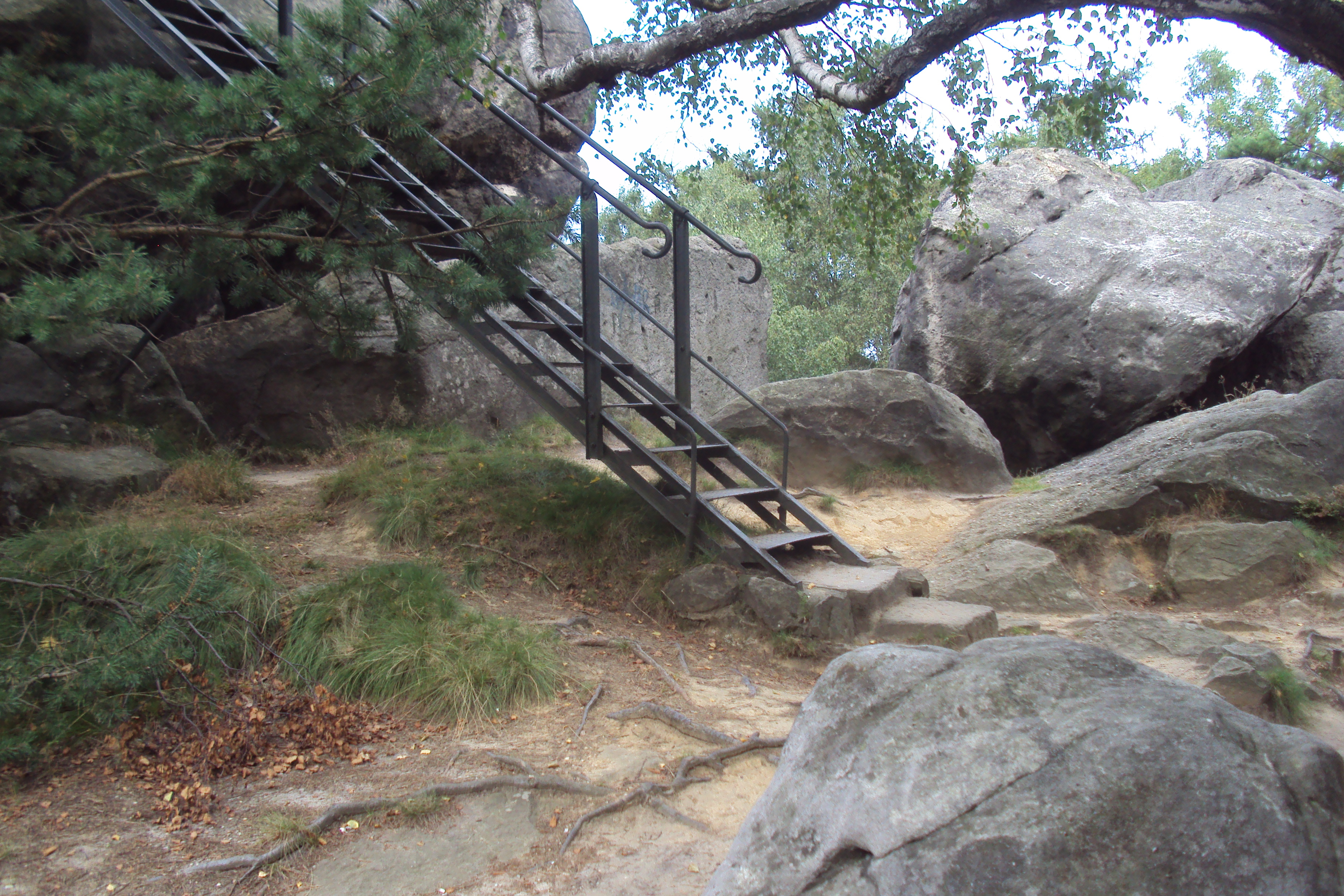
Úpatí schodiště
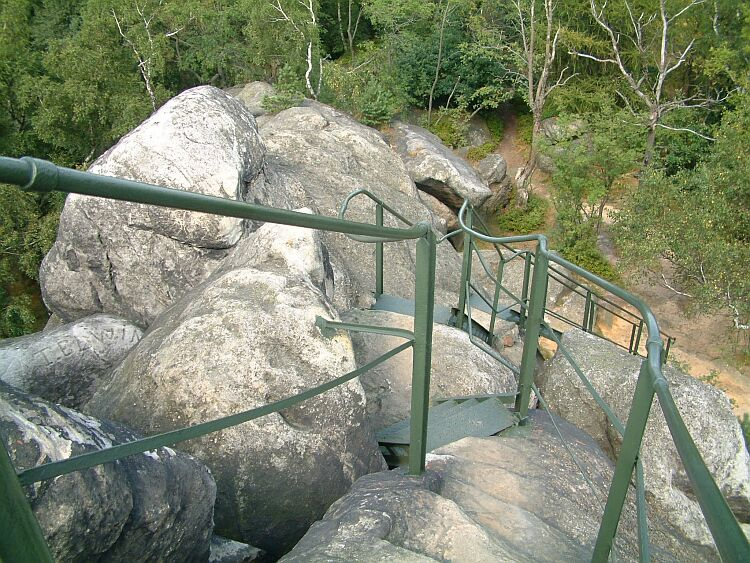
Schody na vrchol
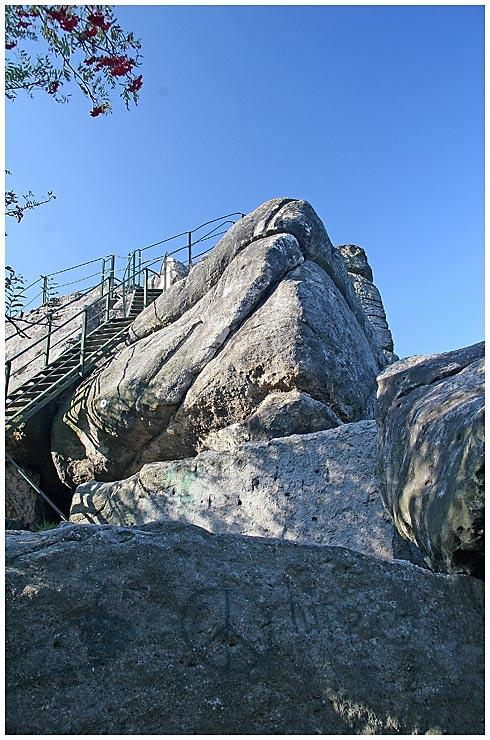
Schody vedou na vrchol pískovcového toru
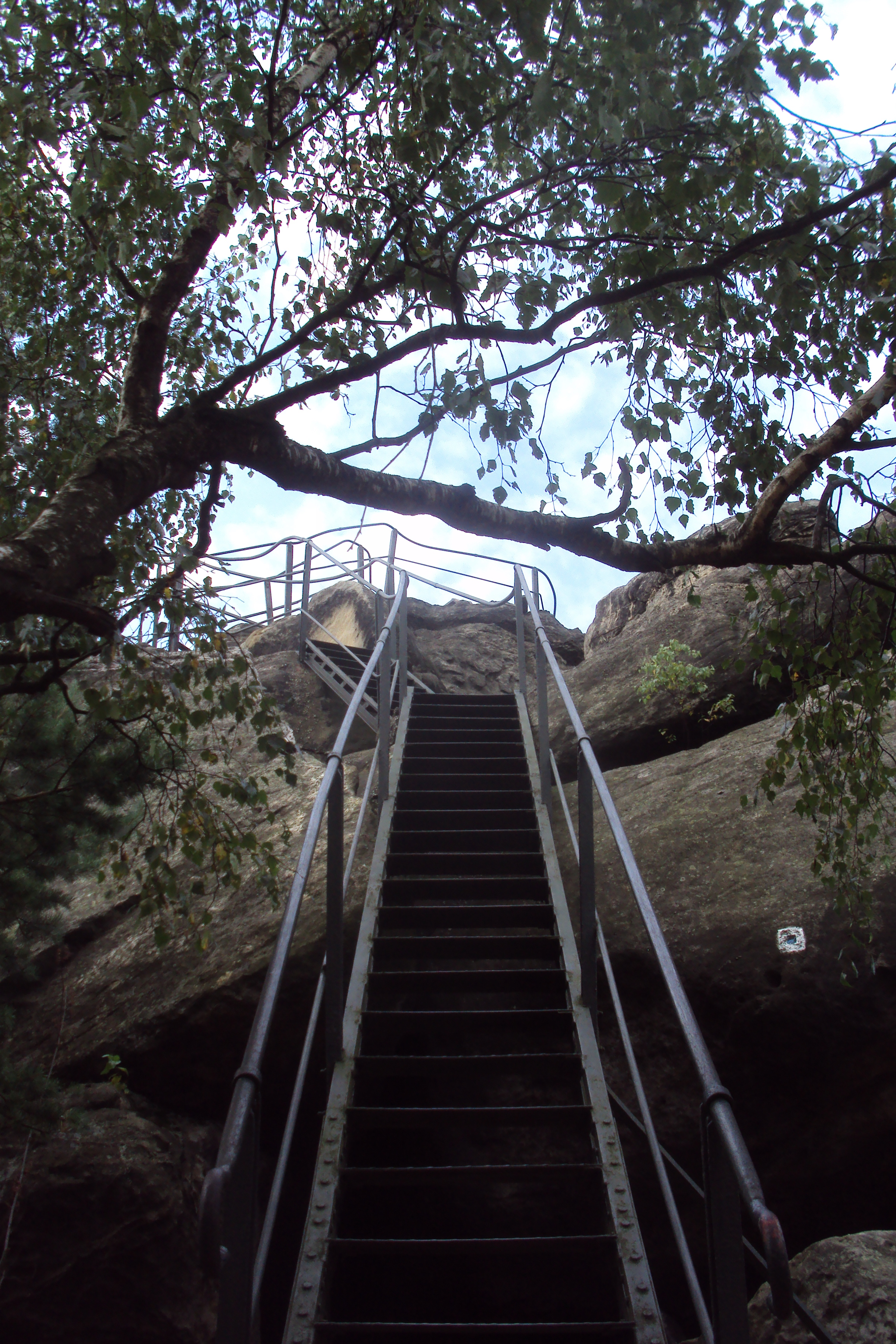
Cesta vzhůru
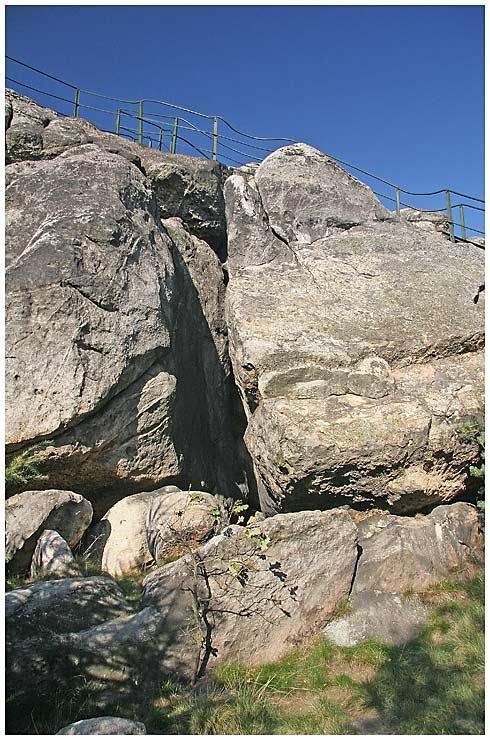
Pod vrcholem
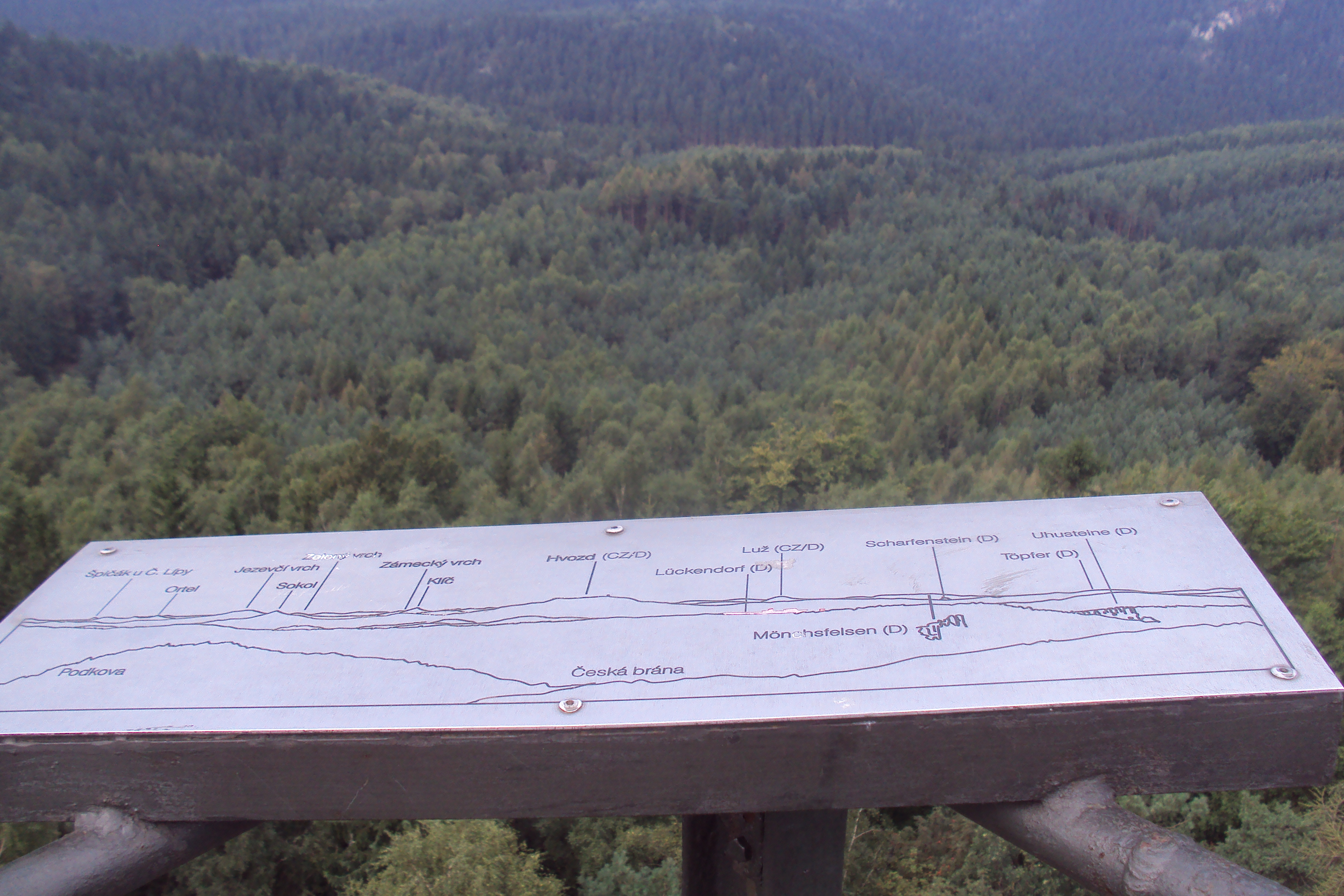
Popis výhledu z vrcholu směrem na západ